# Рождественское (Красноярский край)
Рожде́ственское — село Казачинского района Красноярского края. Административный центр Рождественского сельсовета. В 1625 году по просьбе – челобитье игуменьи Енисейского женского монастыря Ефросиньи Племянниковой к Енисейскому воеводе Хрипунову была пожалована землица для прокормления старец (монашенок) по р. Черной. Деревня, где обосновались монастырские приказчики, управлявшие землями, называлась, как и всюду было принято, Монастырщиной, т.е. собственностью монастыря. Позднее деревня стала называться Рождественской – по церкви Рождества, поставленной там, где собственно, и зародилось хлебопашество Приенисейского края.

## Население
| 2010 |
| ---- |
| 548  |

Гендерный состав.
- Мужчин — 445 чел. 47,7 %
- Женщин — 487 чел. 52,3 %

## Уличная сеть
- ул. Молодёжная
- ул. Ленина
- ул. Кирова
- ул. Пушкина
- ул. Гагарина

## Достопримечательности
В селе воздвигнут обелиск в память красногвардейцах, погибших в годы Гражданской войны 1918—1920 годов.